# チャールズ・フリートウッド

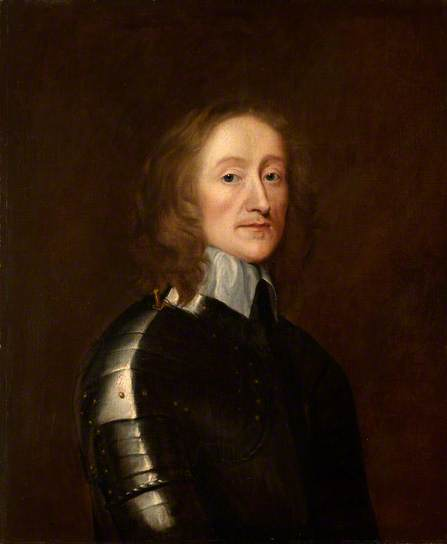
チャールズ・フリートウッド

チャールズ・フリートウッド（Charles Fleetwood, 1618年頃 - 1692年10月4日）は、清教徒革命（イングランド内戦）期のイングランドの軍人・政治家。オリバー・クロムウェルに仕え出世した軍人の1人で、軍事・政治共に彼を支え続けた。

## 生涯
法律家の子として生まれ、1642年に第一次イングランド内戦が始まると議会派の総司令官エセックス伯ロバート・デヴァルーの軍に入り、ニューモデル軍結成後は騎兵隊長として転戦した。1650年の第三次イングランド内戦で司令官オリバー・クロムウェルに従軍、9月3日のダンバーの戦いではジョン・ランバート、ジョージ・マンクらとスコットランド軍を奇襲し勝利に繋げた。一旦ロンドンへ戻ると1651年にスコットランド軍を率いるチャールズ2世の南下に備え首都民兵軍の指揮を執り、チャールズ2世がウスターへ籠城すると出動しクロムウェル・ランバート・トマス・ハリソンらと合流し9月3日のウスターの戦いでスコットランド軍を撃破した。同年、国務会議委員に選ばれる。
11月にクロムウェルのアイルランド侵略を引き継いでアイルランド遠征中だったヘンリー・アイアトンが死亡するとエドマンド・ラドローと共に後任としてアイルランドへ赴任、1652年までにアイルランドを平定、クロムウェルの娘でアイアトンの未亡人でもあったブリジットと結婚すると共に、アイルランド総督として当地を治めた。軍事政権が立てられたアイルランドでは軍に入り込んでいたバプテスト信者の将兵が権勢を振るい、独立派のフリートウッドがバプテストに寛容だったこともあり、やがてバプテストがアイルランドを牛耳り、反カトリックに固執し1653年にアイルランドのカトリック住民全員をコノートへ強制移住する弾圧策を打ち立てた。
イデオロギーに憑りつかれるあまり労働力を無くす愚策に走ったバプテストに他のプロテスタント諸派は反発、アイルランドの将来に懸念を示したクロムウェルにより、4男でフリートウッドの義弟に当たるヘンリー・クロムウェルが1654年3月にアイルランドへ派遣され、12月にフリートウッドの代理に任命された。翌1655年7月に正式にヘンリーがアイルランドへ赴任するに及んでフリートウッドは9月にヘンリーにアイルランドを委ねてイングランドへ帰国した（総督も1657年11月にヘンリーに交代）。ヘンリーはアイルランド貴族のブロッグヒル男爵ロジャー・ボイルやニュー・イングリッシュ（プロテスタントのイングランド系アイルランド住民）と結んでバプテストの政策を否定して秩序回復する方針を取り、バプテストは政権から排除され新たにニュー・イングリッシュが運営する政権の下アイルランドは混乱から立ち直っていった。
アイルランドから遠ざけられたが、護国卿としてイングランド共和国を治めるクロムウェルから重用され、1655年に軍政監の1人に選ばれイングランド東部に睨みを利かせる一方、1657年に第二議会が提案した謙虚な請願と勧告制定に伴うクロムウェルの国王即位には一貫して反対（1651年12月に同様の問題が出された時も反対している）、クロムウェルに即位を辞退させた。第二院議員にも選ばれている。
1658年にクロムウェルが死亡、義弟のリチャード・クロムウェルが軍との折り合いがつかず翌1659年に護国卿を辞任すると、軍とランバートから最高司令官に擁立されランプ議会解散後の軍事政権を樹立したが、スコットランドからマンクが南下すると脆弱な政権はたちまち瓦解、ランバートは捕らえられロンドン塔へ投獄、フリートウッドも1660年の王政復古で公職追放された。以後は隠棲する道を選び、1662年にブリジットと死別すると1664年にジョン・コークの娘メアリーと再婚、1692年に亡くなるまで余生を送った。